# Sveta Veronika
 Ovo je glavno značenje pojma Sveta Veronika. Za kršćansku sveticu i mističarku pogledajte Sveta Veronika Giuliani.
Sveta Veronika je kršćanska svetica, žena iz Jeruzalema koja je živjela u 1. stoljeću poslije Krista.

## Životopis
Sveta Veronika, pobožna žena iz Jeruzalema (po nekima iz Cezareje), prema predaji je na putu prema Kalvariji hrabro pristupila Isusu i obrisala svojim rupcem krv, znoj i pljuvačku s njegova lica. Za nagradu joj je Gospodin uzvratio svojim likom utisnutim na platnu. Iako nije zabilježen u evanđeljima, taj se događaj spominje kao šesta postaja pobožnosti križnoga puta. U Jeruzalemu, odakle i potječe pobožnost križnog puta, raširena zaslugom franjevačkih propovjednika u XVII. stoljeću, pokazuje se i kuća koju legenda pripisuje pobožnoj Veroniki. Veronikino ime i njezin čin pojavljuju se u apokrifnim zapisima tek u IV. i V. stoljeću. Po nekim izvorima zvala se zapravo Serafija (Seraphia).
Veronikino platno, kao i sam događaj, nema izravnu potvrdu u Evanđeljima. Ime i čin hrabre Židovke pojavljuju se tek u 4. i 5. stoljeću, u apokrifnom spisu "Djela Pilatova", gdje se Veronika naziva žena koju je Isus izliječio od krvarenja. Veronikin rubac se čuva u samostanu Manoppello u Apeninima, a na njemu su čudesno zabilježene crte s Isusovog lica. Papa Benedikt XVI bio je prvi poglavar Crkve koji je posjetio taj samostan i kleknuo pred relikvijom.
Razumljivo da u kalendaru nema spomena o ovoj ženi, ali valja istaknuti da je ambrozijanski kalendar u Milanu dugo čuvao liturgijski spomen na sv. Veroniku. U Milanu se častila 4. veljače, a u drugim mjestima Lombardije 12. srpnja. Sve do 16. st., kada je spomen zbog nedostataka povijesnih dokaza konačno i ukinut.
Neki smatraju da samo ime Veronika zapravo proizlazi iz latinske složenice “vera icona”, što na hrvatskom znači istinski lik, koji se s vremenom vezao uz spomenutu relikviju. To je dosta prihvatljivo tumačenje, jer u latinskom prijevodu “Djela Pilatovih” žena nosi ime Veronika, a u grčkom izvorniku ona nosi ime “Berenika”, što bi se hrvatski moglo prevesti kao “nositeljica pobjede”. Radilo bi se dakle o izmišljenom imenu koje je nastalo iz povezanosti sa svetim predmetom.